# Kristoffer Løkberg
Kristoffer Løkberg (Trondheim, 1992. január 22. –) norvég labdarúgó, a Viking középpályása.

## Pályafutása
Løkberg a norvégiai Trondheim városában született. Az ifjúsági pályafutását a helyi Strindheim csapatában kezdte, majd 2010-ben az angol Sheffield United akadémiájánál folytatta. 
2011-ben kölcsönben mutatkozott be a Ranheim másodosztályban szereplő felnőtt csapatában. A 2017-es szezonban 25 mérkőzésen elért két góljával is hozzájárult a klub első osztályba való feljutásában. 2018. április 2-án, a Stabæk ellen 4–1-re megnyert mérkőzésen debütált és egyben megszerezte első két gólját az Eliteserienben. 2019-ben átigazolt a Brannhoz. 
2019. augusztus 13-án a Viking szerződtette. Egy nappal később az augusztus 14-ei, Sarpsborg 08 elleni mérkőzésen debütált. Első gólját 2020. július 1-jén, a Sandefjord ellen 2–0-ra megnyert találkozón szerezte.

## Statisztikák
2023. április 15. szerint
| Klub                 | Szezon   | Osztály      | Bajnokság | Bajnokság | Kupa  | Kupa | Nemzetközi | Nemzetközi | Összesen | Összesen |
| Klub                 | Szezon   | Osztály      | Meccs     | Gól       | Meccs | Gól  | Meccs      | Gól        | Meccs    | Gól      |
| -------------------- | -------- | ------------ | --------- | --------- | ----- | ---- | ---------- | ---------- | -------- | -------- |
| Ranheim (kölcsönben) | 2011     | Adeccoligaen | 7         | 0         | 0     | 0    | —          | —          | 7        | 0        |
| Ranheim              | 2012     | Adeccoligaen | 26        | 1         | 0     | 0    | —          | —          | 26       | 1        |
| Ranheim              | 2013     | Adeccoligaen | 27        | 0         | 3     | 0    | —          | —          | 30       | 0        |
| Ranheim              | 2014     | 1. divisjon  | 23        | 1         | 2     | 1    | —          | —          | 25       | 2        |
| Ranheim              | 2015     | OBOS-ligaen  | 25        | 0         | 1     | 0    | —          | —          | 26       | 0        |
| Ranheim              | 2016     | OBOS-ligaen  | 11        | 0         | 0     | 0    | —          | —          | 11       | 0        |
| Ranheim              | 2017     | OBOS-ligaen  | 25        | 2         | 1     | 0    | —          | —          | 26       | 2        |
| Ranheim              | 2018     | Eliteserien  | 28        | 6         | 3     | 0    | —          | —          | 31       | 6        |
| Ranheim              | Összesen | Összesen     | 165       | 10        | 10    | 1    | 0          | 0          | 175      | 11       |
| Brann                | 2019     | Eliteserien  | 11        | 1         | 4     | 0    | 1          | 0          | 16       | 1        |
| Viking               | 2019     | Eliteserien  | 12        | 0         | 3     | 0    | —          | —          | 15       | 0        |
| Viking               | 2020     | Eliteserien  | 24        | 2         | —     | —    | 0          | 0          | 24       | 2        |
| Viking               | 2021     | Eliteserien  | 21        | 2         | 1     | 1    | —          | —          | 22       | 3        |
| Viking               | 2022     | Eliteserien  | 22        | 4         | 4     | 0    | 5          | 0          | 31       | 4        |
| Viking               | 2023     | Eliteserien  | 1         | 0         | 2     | 0    | —          | —          | 3        | 0        |
| Viking               | Összesen | Összesen     | 80        | 8         | 10    | 1    | 5          | 0          | 95       | 9        |
| Összesen             | Összesen | Összesen     | 263       | 19        | 24    | 2    | 6          | 0          | 293      | 21       |

## Sikerei, díjai
Ranheim
- OBOS-ligaen
  - Feljutó (1): 2017

Viking
- Norvég Kupa
  - Győztes (1): 2019